# かけた月は戻らない
『かけた月は戻らない』とは、2006年7月28日にCLOCKUPより発売されたアダルトゲーム。

## 解説
田舎のサナトリウムを舞台に、「奇人病」という奇病の患者の治療のために性行為を行っていくアドベンチャーゲーム。
ゲーム序盤で普通のルートか鬼畜のルートを進むか選択を求める場面があり、選択肢により物語は変わるが、いずれのルートの性行為も過激なものが多い。
なお、本作では隠語処理が廃止されているため、性器等の名称がそのまま出てくる。

## あらすじ
小説家である早川健次は、何者から電報を通じて、姫里村にあるサナトリウム『悲願華』（ひがんばな）へ呼び出された。
そこでメイドとして働くという形で世間から隔離されている患者たちは皆「奇人病」という病にかかっていた。
患者たちを助けてほしいと懇願する女主人・北条彩江を前に健次は断ることもできず、『悲願華』にとどまることにした。

## 登場人物

### 悲願華関係者
早川 健次
主人公である小説家。片足が不自由。
姫路 沙羅
患者の一人で、患者たちの中では一番年上。家事を得意とする。
夕張 花月
患者の一人。患者たちの中では最年少で、甘えん坊。日記をつけることが趣味。
白石 香菜
患者の一人。裕福な家に育ったが、「奇人病」に対する不安を抱えている。
沢渡 琴音
患者の一人で、患者たちの中では一番冷静。鬼姫伝説に興味を抱いている。香菜との仲は良くない。
北条 彩江
サナトリウムの女主人。健次が来る前は一人で患者たちを看病していた。
麻耶のことを憎んでいる。

### その他
如月 麻耶
健次の元恋人で、彩江の姉。
足利百合
声：榎津まお
下露婆の娘。「奇人病」についてよく知っている。
下露婆
姫里村の村長で、百合の母。
精酒納言
声：榎津まお
百合の悪友である呑んだくれ。
鬼公方師直
足利家執事で、常に鎧を着ている。
曼樹里
村にある寺の尼僧で、鬼姫伝説を知っている。
飛鳥
健次の親友で、琴音の兄。
現在は消息不明。

## 用語
奇人病
発作とともに異常な性欲が高まってしまう不治の病。発作を鎮めるには性行為が有効だが、体力を消耗させるため、患者達の生命を危険にさらしかねない。
鬼神伝説
姫里村に残る伝説。

## スタッフ
- シナリオ：橋野次郎、池かなた、迂闊早夫、関準
- 原画：あらいぐま、さっぽろももこ、石井彰
- 音楽:AngelNote
- 主題歌:Kala「壊れた月」